# Станчиу, Йон Кристьян
Йон Кристья́н Ста́нчиу (рум. Ion Cristian Stanciu
; 29 декабря 1973, Бухарест) — румынский саночник, выступал за сборную Румынии в конце 1990-х — начале 2000-х годов. Участник двух зимних Олимпийских игр, участник многих международных турниров и национальных первенств.

## Биография
Йон Кристьян Станчиу родился 29 декабря 1973 года в Бухаресте. На международном уровне дебютировал в 1996 году, на чемпионате мира в немецком Альтенберге финишировал на одноместных санях тридцать восьмым. Год спустя в одиночках занял пятидесятое место на мировом первенстве в австрийском Игльсе, ещё через год на чемпионате Европы в Оберхофе был двадцать шестым в одиночном разряде и закрыл десятку сильнейших в парном. Благодаря череде удачных выступлений удостоился права защищать честь страны на зимних Олимпийских играх 1998 года в Нагано — на одноместных санях пришёл к финишу двадцать шестым, тогда как в парных вместе со своим напарником Ливиу Чепоем расположился на шестнадцатой позиции.
В сезоне 1998/1999 Станчиу занял шестидесятое место в общем индивидуальном зачёте Кубка мира, в следующем году был на тридцать девятой строке. На чемпионате Европы 2000 года в немецком Винтерберге финишировал двадцать седьмым среди одиночек, пятнадцатым среди двоек и двенадцатым в смешанной эстафете. Также принял участие в программе чемпионата мира, прошедшего в швейцарском Санкт-Морице, был тридцать четвёртым на одноместных санях и двадцать четвёртым на двухместных. В двух последующих сезонах неизменно попадал в тридцатку лучших саночников планеты в парном разряде, тогда как в одиночках не показывал сколько-нибудь значимых результатов. В 2002 году на чемпионате Европы в Альтенберге занял двадцать девятое место среди одиночек и двадцатое среди двоек. Позже прошёл квалификацию на Олимпийские игры в Солт-Лейк-Сити — по результатам всех заездов расположился на тридцать второй позиции в одиночном разряде и на шестнадцатой в парном (в парном разряде его напарником был Роберт Таляну). Вскоре после Олимпиады Йон Кристьян Станчиу принял решение завершить карьеру профессионального спортсмена, уступив место в сборной молодым румынским саночникам.